# Lepisia rupicola
Lepisia rupicola är en skalbaggsart som beskrevs av Fabricius 1775. Lepisia rupicola ingår i släktet Lepisia och familjen Melolonthidae. Inga underarter finns listade i Catalogue of Life.